# Wahlen zum Repräsentantenhaus der Vereinigten Staaten 1880
Die Wahlen zum Repräsentantenhaus der Vereinigten Staaten 1880 fanden am 2. November 1880 statt. Dabei wurden in den Vereinigten Staaten die Abgeordneten des Repräsentantenhauses gewählt. In fünf Staaten wurde bereits zwischen dem 1. Juni und dem 12. Oktober gewählt. Die Wahlen waren Teil der allgemeinen Wahlen zum 47. Kongress der Vereinigten Staaten in jenem Jahr, bei denen auch ein Drittel der US-Senatoren gewählt wurden. Gleichzeitig fand auch die Präsidentschaftswahl des Jahres 1880 statt, die der Republikaner James A. Garfield gewann.
Zu dieser Zeit bestanden die Vereinigten Staaten aus 38 Bundesstaaten. Es waren 293 Abgeordnete zu wählen. Die Sitzverteilung basierte auf der Volkszählung von 1870.
Bei den Wahlen konnten die Republikaner im Vergleich zu den Wahlen zwei Jahre zuvor 19 Sitze hinzugewinnen. Damit erreichten sie 151 Mandate und die absolute Mehrheit. Auf der anderen Seite verloren die Demokraten 13 Sitze und kamen nur noch auf 128 Mandate. Die United States Greenback Party, die für den permanenten Gebrauch von Banknoten (Papiergeld) eintrat und die vor allem in der Landwirtschaft ihre Wähler hatte, verlor drei Sitze. Der Grund für den Wahlsieg der Republikaner lag vor allem in der wirtschaftlichen Erholung seit den letzten Wahlen. Die Wähler werteten das als Verdienst der Republikaner, die damals die Bundesregierung unter Präsident Rutherford B. Hayes stellten.
Wahlberechtigt und wählbar waren nur Männer. Frauen waren noch bis 1920 auf Bundesebene von Wahlen ausgeschlossen. Vor allem in den Südstaaten war das Wahlrecht durch Gesetze eingeschränkt, die das Wahlrecht an ein bestimmtes Steueraufkommen knüpften. Dadurch wurden ärmere Weiße, vor allem aber viele Afro-Amerikaner vom Wahlrecht ausgeschlossen.

## Wahlergebnis
- Demokratische Partei 128 (141) Sitze
- Republikanische Partei 151 (132) Sitze
- United States Greenback Party: 10 (13) Sitze
- Sonstige 4 (7)

Gesamt: 293
In Klammern sind die Ergebnisse der letzten Wahl zwei Jahre zuvor. Veränderungen im Verlauf der Legislaturperiode, die nicht die Wahlen an sich betreffen, sind bei diesen Zahlen nicht berücksichtigt, werden aber im Artikel über den 47. Kongress im Abschnitt über die Mitglieder des Repräsentantenhauses bei den entsprechenden Namen der Abgeordneten vermerkt. Das Gleiche gilt für Wahlen in Staaten, die erst nach dem Beginn der Legislaturperiode der Union beitraten. Daher kommt es in den Quellen gelegentlich zu unterschiedlichen Angaben, da manchmal Veränderungen während der Legislaturperiode in die Zahlen eingearbeitet wurden und manchmal nicht.